# Associazione Calcio Perugia 1942-1943
Questa voce raccoglie le informazioni riguardanti l'Associazione Calcio Perugia nelle competizioni ufficiali della stagione 1942-1943.

## Rosa
| N. |                   | Ruolo | Calciatore        |
| -- | ----------------- | ----- | ----------------- |
|    | Italia (bandiera) | C     | R. Alberti        |
|    | Italia (bandiera) | C     | Leone Angioletti  |
|    | Italia (bandiera) | C     | Vittorio Barcella |
|    | Italia (bandiera) | P     | Ermanno Biagioni  |
|    | Italia (bandiera) | D     | A. Castellani     |
|    | Italia (bandiera) | A     | Carlo Cucco       |
|    | Italia (bandiera) | C     | R. Formica        |
|    | Italia (bandiera) | D     | P. Franchini      |
|    | Italia (bandiera) | A     | Alberto Galassi   |
|    | Italia (bandiera) | P     | M. Galli          |

| N. |                   | Ruolo | Calciatore              |
| -- | ----------------- | ----- | ----------------------- |
|    | Italia (bandiera) | A     | Andrea Lazzarini        |
|    | Italia (bandiera) | P     | Giuseppe Malerbi        |
|    | Italia (bandiera) | A     | Endo Masciolini         |
|    | Italia (bandiera) | D     | Angelo Mattei           |
|    | Italia (bandiera) | D     | Alessandro Monni        |
|    | Italia (bandiera) | D     | Luigi Gioacchino Nebbia |
|    | Italia (bandiera) | A     | Otello Ricci            |
|    | Italia (bandiera) | A     | Rosello Roselli         |
|    | Italia (bandiera) | A     | S. Rosia                |
|    | Italia (bandiera) | A     | Aldo Zucchero           |